# Konselj
Konselj (svensk før Konseil) er i Sverige et regeringsmøde som ledes af statsoverhovedet. Sveriges grundlov siger at statsministeren har ansvar for at holde statsoverhovedet underrettet om rigets anliggender: "När det behövs sammanträder regeringen i konselj under statschefens ordförandeskap." (Regeringsformen 5 kap. 3§). Denne form for informasjonskonselj er formelt indkaldt af statschefen, men beslutningen om at indkalde til konselj tages i samråd med statsministeren.
Konselj er endvidere obligatorisk når Riksdagen har valgt ny statsminister. Efter at den tiltrædende statsminister har meddelt hvilke ministre som skal indgå i regeringen, skal et konselj finde sted hvor den nye regering og Riksdagens talman møder statsoverhovedet (Regeringsformen 9 kap. 4§). Det er ved dette konselj den nye regering formelt tiltræder.

## Konseljsalen
Konseljsalen på Stockholms slot har været anvendt til konselj siden ca. 1870.
Salen blev anvendt som spisesal i Gustav 3.s regeringstid. Her blev det på fransk manér holdt publik taffel en gang om ugen, en ceremoniel banket hvor kongelige spiste med tilskuere. Dele af den oprindelige indretning fra 1700-tallets begyndelse er bevaret, for eksempel de skulpterede døre i eg som oprindeligt var malede og forgyldte. Salen fik ny indretning i Karl 15.s regeringstid.
Salens lyskroner er lavet i Wien i 1860'erne. De skulpterede lænestole fra omkring 1700 kommer fra Mälsåkers slott i Södermanland. Borduret i forgyldt bronze er sandsynlig fremstillet i Augsburg i begyndelsen af 1600-tallet. I salen er der desuden en samling byster af svenske konger. Rytterportrættet af Karl 14. Johan er malet af Fredrik Westin.